# José Miguel Zúñiga
José Miguel "Kiko" Zúñiga Martiarena (San Sebastián, 21 de agosto de 1962), exfutbolista español de la década de los años 80 y 90. Fue conocido futbolísticamente como Zúñiga.
Jugó entre otros equipos en la Real Sociedad y el Real Oviedo en la Primera División Española, en la que llegó a superar los 100 encuentros.

## Biografía
Nació en la ciudad de San Sebastián en la provincia española de Guipúzcoa. Se formó como futbolista en la cantera de la Real Sociedad, en la que entró con una prueba cuando tenía 10 años de edad. Pasó por todas las categorías inferiores del club.
En 1981 debutó con el San Sebastián CF, equipo filial de la Real Sociedad en Segunda División B. Perteneció durante 3 temporadas a la disciplina del Sanse, entre los 19 y los 22 años de edad, durante los cuales jugó 95 encuentros con el filial realista.
Zúñiga dio el salto a la primera plantilla de la Real al inicio de la temporada 1984-85, poco antes de cumplir los 22 años de edad. En su primera temporada sólo jugó 1 partido, su debut con la Real, que fue el 24 de octubre de 1984 en un partido de Copa del Rey frente a la Cultural de Durango. Con Górriz, Larrañaga, Gajate, Kortabarria y Murillo entre otros jugadores de aquella plantilla, Zúñiga tenía muy difícil jugar en aquel equipo. 
Con la llegada de Toshack de cara a la temporada 1985-86 se dio de baja a algunos veteranos y las posibilidades de jugar de Zúñiga aumentaron. Toshack dio la posibilidad de debutar en Liga a "Kiko". Fue en el campo del Atlético de Madrid el 26 de octubre de 1985. Zúñiga jugó como líbero en aquel partido sustituyendo a Gajate, sancionado por acumulación de tarjetas amarillas. Zúñiga no jugó un buen partido, dejando traslucir su inexperiencia. El equipo perdió 3:1 y él propio Zúñiga marcó un gol en propia puerta. Zúñiga no volvió a jugar aquella temporada. No fue debido a su mal debut, sino a problemas físicos que arrastraba desde un partido amistoso de pretemporada en agosto contra el CA Peñarol. Se produjo una fisura en el quinto metatarsiano del pie, que se fue agravando, por falta de reposo y cuidado. Al final la lesión le mantuvo en dique seco hasta septiembre de 1986.
Al poco de comenzar la temporada 1986-87, el jugador, que estaba acabando el proceso de recuperación de su lesión, fue enviado a jugar con el filial, con la esperanza de tener minutos y recuperar su forma. Así Zúñiga se pasó la temporada 1986-87, en la que la Real obtuvo el título de Copa del Rey sin jugar un solo minuto con el primer equipo y jugando con el filial.
El 1 de julio de 1987 renovó su contrato con la Real Sociedad por una temporada más, reintegrándose a la primera plantilla. Con las plazas de líbero y defensa central bien cubiertos, el jugador fue reconvertido a otras posiciones por Toshack, siendo utilizado como lateral e incluso como centrocampista. Eso permitió al defensa disfrutar de bastantes minutos durante la temporada 1987-88, en la que jugó 18 partidos como titular, especialmente en la segunda parte de la temporada. Aquel año la Real fue doble subcampeona, de Liga y Copa. El propio Zúñiga jugó como titular la final de Copa del Rey en la que la Real Sociedad perdió por 1:0 frente al FC Barcelona.
Durante la temporada 1988-89, Zúñiga debutó en la Copa de la UEFA con la Real y volvió a jugar un número importante de partidos durante aquella temporada (21 partidos en Liga). Sin embargo, a diferencia de la temporada anterior, fue de más a menos. Desde finales de febrero Zúñiga solo jugó un único partido en lo que restaba de temporada. Al acabar la temporada la Real decidió no renovar al jugador.
Zúñiga fichó por tres temporadas con el Real Oviedo y salió de la Real Sociedad acusando al capitán Luis Arconada de ser el responsable de su marcha y criticando al club.
La carrera de "Kiko" Zúñiga en la Real se resumió en 55 partidos y 2 goles (40 partidos en Primera). Perteneció 5 temporadas al primer equipo de la Real, aunque realmente solo jugó en las 2 últimas de forma asidua.
En Oviedo, Zúñiga estuvo durante 3 temporadas bajo la dirección técnica de Javier Irureta. Fueron años importantes para el Real Oviedo, que consiguió clasificarse en la temporada 1990-91 para la Copa de la UEFA, tras quedar 6ª en Liga. Zúñiga tomó por tante parte en el debut europeo del Oviedo en la campaña 1991-92. Jugó con el Oviedo 62 partidos en Primera División durante esas tres temporadas. No llegó a ser nunca titular indiscutible, pero jugó de forma bastante asidua durante las tres temporadas. Sin embargo una grave tendinitis lastró la última temporada de Zúñiga en el Oviedo.
Tras salir del Oviedo y recuperarse de su lesión, Zúñiga fichó por el CD Castellón, con el que jugó una temporada en la Segunda División durante la campaña 1992-93. Fue habitual en las alineaciones castellonesas desde enero hasta final de temporada, jugando 20 partidos esa temporada.
Después fichó por el Racing de Ferrol de Segunda División B. En el equipo gallego tuvo que colgar las botas recién cumplidos los 32 años de edad, debido a una lesión en el tendón de Aquiles, que le causó su retirada y por la que pasó a cobrar una pensión de invalidez.

## Tras la retirada
En 1995 montó en su ciudad natal la escuela de fútbol "Kiko Zuñiga" en colaboración con su excompañero oviedista Félix Sarriugarte Este proyecto duró 10 años, durante los cuales pasaron por sus manos algunos futbolistas que llegaron a ser profesionales, siendo el más destacado de ellos David Zurutuza. Tras clausurar la escuela se marchó a la Provincia de Cádiz a trabajar como organizador de un torneo de fútbol-7 entre empresas. Tras abandonar ese proyecto, en 2008 estuvo a punto de convertirse en secretario técnico de la Real Sociedad. Fue durante la presidencia de Iñaki Badiola, pero el asunto no prosperó y acabó por cerrarse definitivamente tras la marcha de Badiola del club ese mismo año. 
Con ambición de ser entrenador profesional, Zúñiga sin embargo no ha conseguido cumplir su sueño y se ha tenido que conformar con entrenar a equipos de chavales.  Además ha visto como su situación laboral y económica se deterioraba a grandes pasos durante los últimos años. A comienzos de 2010 salió públicamente en varios medios de comunicación el caso de "Kiko" Zúñiga como paradigma de la crisis económica que vivía el país.  Se destacaba su caso como el de un exfutbolista profesional que sobrevivía en Madrid a duras penas con los 200 euros que le pagaba el Atlético de Madrid por entrenar a su equipo cadete y una pensión de invalidez. El propio jugador ha afirmado que está casi arruinado a causa de su divorcio, de una hipoteca que no puede pagar y de los gastos derivados de sus continuos viajes a Cuba donde reside su segunda mujer. El propio jugador afirmaba que en caso de no mejorar su situación planeaba marcharse a vivir a Cuba.
Tras entrenar a los cadetes del Atlético Madrid y al Brunete CF ha entrenado en China, Estados Unidos y Cuba.
En 2017 fue juzgado por provocar un incendio en un inmueble de su propiedad en Castejón (Navarra) para cobrar el dinero del seguro. Estos hechos ocurrieron en 2011.
En 2017 hizo una aparición en el programa de citas de televisión First Dates.

## Clubes
| Club                               | País   | Año       |
| ---------------------------------- | ------ | --------- |
| San Sebastián CF                   | España | 1981-1984 |
| Real Sociedad de Fútbol            | España | 1984-1986 |
| San Sebastián CF                   | España | 1986-1987 |
| Real Sociedad de Fútbol            | España | 1987-1989 |
| Real Oviedo                        | España | 1989-1992 |
| CD Castellón                       | España | 1992-1993 |
| Entrenador: UPV-PAIS VASCO         | España | 1995-1996 |
| Entrenador: E.F. DONOSTIARRA       | España | 1995-2009 |
| Entrenador: Atlético Madrid Cadete | España | 2009-2010 |
| Entrenador: Brunete Madrid         | España | 2010-2011 |
| Entrenador: Brunete Madrid         | España | 2011-2012 |
| Entrenador: Evergrande-Real Madrid | China  | 2012-2013 |
| Entrenador: Foshan                 | China  | 2013-2014 |
| Entrenador: QingYuan               | China  | 2014-2015 |

## Títulos
- Campeón Súper Copa de España con la Real Sociedad en 1982
- Campeón Copa del Rey con la Real Sociedad en 1987